# Roosdaal
Roosdaal (nom en néerlandais, officiel au niveau fédéral en français, parfois encore orthographié Roosdael en français) est une commune néerlandophone de Belgique située en Région flamande dans la province du Brabant flamand.
Elle naît de la fusion des anciennes communes de Lombeek-Notre-Dame, de Pamel, de Strijtem et de Borchtlombeek.

## Localités et sections de la commune
C'était la première commune fusionnée en Belgique, comme projet-pilote. Le premier janvier 1965, les communes de Pamel, Strijtem et Lombeek-Notre-Dame ont été fusionnées en "Rosendaal". Pour le distinguer avec "Roosendaal", une commune aux Pays-Bas, la commune a été renommée en "Roosdaal". Plus tard, en 1976, les limites ont été modifiées de nouveau, et Borchtlombeek a été ajouté.
| # | Section                                       | Superf. (km²) | Habitants (2020) | Habitants par km² | Code INS |
| - | --------------------------------------------- | ------------- | ---------------- | ----------------- | -------- |
| 1 | Pamel                                         | 10,95         | 6.530            | 597               | 23097A   |
| 2 | Borchtlombeek                                 | 3,76          | 2.368            | 630               | 23097B   |
| 3 | Lombeek-Notre-Dame (Onze-Lieve-Vrouw Lombeek) | 3,66          | 1.168            | 328               | 23097A4  |
| 4 | Strijtem                                      | 3,27          | 1.587            | 486               | 23097A3  |

### Localités
Kattem, Ledeberg et Poelk.

## Héraldique
|  | La commune possède des armoiries qui lui ont été octroyées le 3 septembre 1980. Ce sont celles de Pamel, dans lesquelles l’hermine a été remplacée par quatre roses en biais, une pour chacune des anciennes communes fusionnées. Après la fusion des trois municipalités de Pamel, Strijtem et Lombeek-Notre-Dame le 1er janvier 1965, la nouvelle municipalité de Rosendael a été baptisée du nom du champ où les trois municipalités sont adjacentes. Pour éviter toute confusion avec Roosendaal aux Pays-Bas, le nom a finalement été changé pour Roosdaal. Après que Roosdaal a également reçu la plus grande partie de Borchtlombeek lors de la réorganisation municipale de 1976, il fut décidé de demander un nouveau blason pour la municipalité fusionnée. Les couleurs héraldiques des anciennes armoiries de Pamel ont été utilisées comme base: sections en trois et 1. de sinople 2. en argent. Et dans la bande d'argent, quatre roses ont été ajoutées comme une arme parlante faisant référence aux quatre anciennes communes. Elles font partie de la catégorie des armes parlantes. Blasonnement : De sinople à la fasce d'argent chargée de quatre roses de gueules. - Délibération communale : 25 avril 1980 - Arrêté royal : 3 septembre 1980 - Moniteur belge : 16 octobre 1980 (sans le blasonnement) et 4 janvier 1995 Source du blasonnement : Heraldy of the World. |

## Démographie

### Démographie: Commune fusionnée
En tenant compte des anciennes communes entraînées dans la fusion de communes de 1977, on peut dresser l'évolution suivante :
Les chiffres des années 1831 à 1970 tiennent compte des chiffres des anciennes communes fusionnées.
- Source: DGS , de 1831 à 1981=recensements population; à partir de 1990 = nombre d'habitants chaque 1 janvier[5]

## Monuments
L'église Notre-Dame de Lombeek-Notre-Dame de style gothique possède un clocher tors qui tourne de gauche à droite.

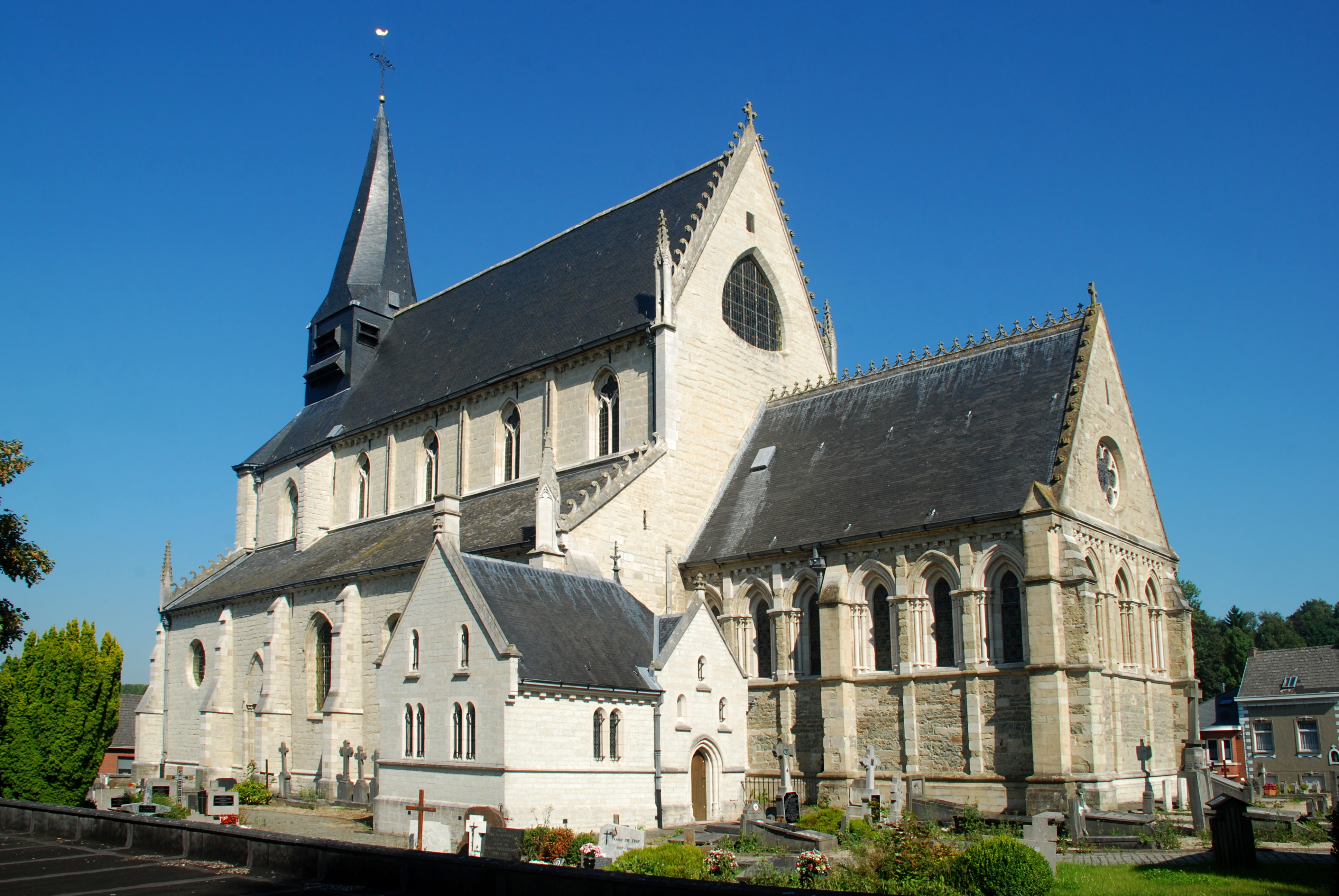
Église Notre-Dame de Lombeek-Notre-Dame.